# ووری باکره
ووری باکره (به کره‌ای: 우리는 오늘부터; لاتین‌نویسی اصلاح‌شده: Urineun Oneulbuteo) یک مجموعهٔ تلویزیونی کره جنوبی به کارگردانی جونگ جونگ-هوا و با بازی ایم سو-هیانگ به‌عنوان بازیگر نقش اصلی اوه ووری در کنار سونگ هون، شین دونگ-ووک و هونگ جی یون است. این مجموعه برپایهٔ مجموعهٔ تلویزیونی آمریکایی به نام جین باکره است و از ۹ مه تا ۲۱ ژوئن ۲۰۲۲، روزهای دوشنبه و سه‌شنبه ساعت ۲۲:۰۰ (کی‌اس‌تی) از اس‌بی‌اس برای ۱۴ قسمت پخش شد.

## خلاصهٔ داستان
اوه ووری دستیار نویسنده یک سریال درام محبوب است. او عهد کرده که تا زمان ازدواج باکره بماند و از روابط عاشقانه خودداری کند. او اکنون با افسر پلیس فداکار لی کانگ جائه ملاقات می‌کند. یک در یک معاینه پزشکی معمولی شرکت می‌کند، اما یک اتفاق وحشتناک رخ می‌دهد و تصادفاً لقاح مصنوعی انجام می‌شود. او بعداً متوجه حاملگی خود می‌شود و از بیمارستان می‌خواهد که به این قضیه رسیدگی کند. در نهایت متوجه می‌شود که اهداکننده‌ای که اکنون فرزندش را باردار است، کسی نیست جز مدیرعامل یک شرکت لوازم آرایشی معروف به نام Diamond Cosmetics. این مدیرعامل که رافائل نام دارد، سعی دارد از همسرش لی ماری، زنی زیبا که عمدتاً به دلایل مالی نمی‌خواهد از همسرش جدا شود، طلاق بگیرد. اما وقتی رافائل متوجه شد که قرار است پدر شود، همه چیز بسیار پیچیده می‌شود.

## بازیگران
- ایم سو-هیانگ در نقش اوه ووری - ۲۹ ساله، دستیار نویسندهٔ یک درام محبوب که در این زمان پخش می‌شود.[۸]
- سونگ هون در نقش رافائل - ۳۳ ساله. مدیرعامل شرکت دایموند کازمتیکس و پدر بیولوژیکی کودک.[۸]
- شین دونگ-ووک در نقش لی کانگ-جه - ۳۳ ساله، دوست‌پسر ووری، یک کارآگاه قتل.[۸]
- هونگ اون-هی در نقش اوه اون ران، مادر ووری
- هونگ جی یون در نقش لی میرا، همسر رافائل